# Філімонов Олег Миколайович
Оле́г Микола́йович Філімо́нов (нар. 26 лютого 1952, Миколаїв) — український гуморист, кандидат філологічних наук, підприємець, педагог, учасник команди КВК «Одеські джентльмени», ведучий телепередач «Джентльмен-шоу», «Камера сміху», «Філімонов та компанія». Заслужений артист України. Народний артист України (27 червня 2020).

## Життєпис
Народився 26 лютого 1952 року в Миколаєві. Його батько, Микола Федорович (нар. 16 жовтня 1926) — історик, мати, Бела Лейзерівна (нар. 22 червня 1929) — філолог. 1968 року закінчив Миколаївську СШ № 22. В дитинстві навчався у музичній школі; згодом працював у ресторані, граючи на гітарі, потім на саксофоні, ще пізніше — на клавішних інструментах.
1968 року вступив на навчання до ОНУ імені І. І. Мечникова, факультет романо-германської філології. Учень професора Валерії Кухаренко.
1985 року захистив дисертацію «Стилістичні функції ритмізації англомовної художньої прози», здобувши науковий ступінь кандидата філологічних наук (нині прирівнюється до ступеня доктора філософії в галузі мовознавства).
Двадцять років викладав в ОНУ імені І. І. Мечникова, завідував кафедрою романо-германської філології. Написав докторську дисертацію, однак потім покинув виш.
Кандидат на посаду міського голови Одеси у 2020 році від партії «Слуга народу». Того ж року взяв інтерв'ю у президента Зеленського під час його візиту до Одеси.

## Відзнаки, нагороди
«Золотий Остап», ТЕФІ, «Телетріумф», лауреат міжнародного фестивалю сатири та гумору «Майстер Гамбс» — вручено почесний приз — особистий «дванадцятий» стілець.

## Особисте життя
Вдруге одружений, з другою дружиною — Ларисою (чемпіонка УРСР з настільного тенісу) одружився в 1980 році. Старша дочка від першого шлюбу Вікторія живе в США та виховує двох дочок — Марселу і Вів'єн Лі. Молодша дочка від першого шлюбу, Карина, шість років мешкала в Нью-Йорку, народила там сина Евана Григора (прим. — помер в Одесі 30.05.2021 р.) та повернулася до Одеси.

## Фільмографія
- 1988 — «Кримінальний талант» — офіціант;
- 1991 — «Як це робилося в Одесі» (фільм-спектакль);
- 1991 — «Сім днів з російською красунею» — одеський міліціонер;
- 1997 — «Афери, музика, кохання» — поліційний офіцер;
- 2005 — «Хлопчачий вечір чи Великий секс в маленькому місті» — озвучував міліціянта.

На телебаченні брав участь у наступних програмах:
- У 1986—1988 — «Клуб веселих та кмітливих»;
- 1991—2005 — «Джентльмен-шоу»;
- 1993—1994, 1998 — «Маски-шоу»;
- 2001—2002 — «Філімонов та компанія»;
- 2001—2004 — «Камера сміху» — ведучий передачі;
- 2006—2015 — «Голі та смішні» — автор сценарію;
- 2012 — й надалі — «Приколісти» — автор сценарію.

Зіграв близько 600 ролей.
Восени 2013 року зіграв роль у виставі «Ураган на ім'я Одеса» в київському театрі «Актор» (художній керівник Ігор Славинський); автори п'єси — Олександр Тарасуль, Євген Хаїт і Віктор Явник.

## Політична позиція
Олег Філімонов вважає себе патріотом України та Одеси. Він сказав — «Я стою на тому, що Україна повинна бути незалежною». Разом зі своїми колегами-акторами Олег Філімонов влаштовує благодійні вистави для військовослужбовців, які повертаються до Одеси після участі у зоні бойових дій АТО/ООС.

2016 року Філімонов почав розмовляти українською мовою. Він сказав:
|  | Я дуже хочу вивчити українську мову, дуже люблю її, я живу в Україні. В Америці я розмовляю англійською, у Франції — французькою, в Італії — зараз вчу італійську і намагаюся розмовляти нею, тому природно, що на своїй Батьківщині маю розмовляти українською! |